# Ansbach Grizzlies
Die Ansbach Grizzlies sind ein American-Football-Verein aus Ansbach im Bundesland Bayern in Deutschland. Die Ansbach Grizzlies sind Mitbegründer der Football-Bundesliga, der heutigen GFL, und dreifacher Deutscher Meister.

## Geschichte
Gegründet wurden die Ansbach Grizzlies im Jahre 1979. Dabei waren die auf dem Flugplatz Ansbach-Katterbach stationierten US-Soldaten behilflich. Gemeinsam mit den Frankfurter Löwen, Düsseldorf Panthern, Munich Cowboys, Bremerhaven Seahawks und den Berlin Adlern bestritten die Grizzlies die erste Bundesliga-Saison. Im ersten Endspiel, dem heutigen German Bowl I, wurden die Grizzlies am 10. November 1979 Vizemeister mit einem 8:14 gegen die Frankfurter Löwen. Nach einer erneuten Niederlage (12:21) gegen die Löwen im Endspiel 1980 wurden sie 1981 mit einem 27:6-Sieg gegen Frankfurt erstmals Deutscher Meister.
1982 folgte ein weiterer Meistertitel mit einem 12:6 gegen die Cologne Crocodiles. In den Jahren 1983 und 1984 wurden die Ansbach Grizzlies jeweils Vizemeister gegen die Düsseldorf Panther und gegen denselben Gegner 1985 erneut Deutscher Meister (14:7). 1986 nahmen die Ansbach Grizzlies zum achten und letzten Male am Endspiel teil und unterlagen den Panthern mit 14:27 in German Bowl VIII. Acht Endspielteilnahmen in Folge sind ein Rekord der seither nur von den Braunschweig Lions gebrochen wurde. Es gelang überhaupt nur vier Teams, öfter als acht Mal an einem Endspiel um die deutsche Meisterschaft im Football teilzunehmen – Braunschweig, sowie den Berlin Adlern, den Düsseldorf Panthern und den Schwäbisch Hall Unicorns.
In den Jahren 1987 und 1988 erreichten die Grizzlies das Halbfinale, im Jahr 1989 nur das Viertelfinale der Bundesliga. Nach einem fünften Platz im Jahre 1990 endete die große Zeit der Ansbach Grizzlies, zumal nun die US-Streitkräfte reduziert wurden. Nach zwei Abstiegen in Folge spielte das Team in der dritten, zeitweilig in der vierten Liga, bis nach der Saison 1998 der Rückzug aus dem offiziellen Spielbetrieb erfolgte.
Nach einem Neuaufbau und Teilnahme an der Aufbauliga im Jahr 2000 nehmen die Ansbach Grizzlies seit 2001 wieder am regulären Spielbetrieb teil. Zunächst in der Landesliga Bayern West gestartet, spielte das Team bis zum Ende der Saison 2006 in der Bayernliga, welche der 4. Liga im Bundesgebiet entspricht. Für das Jahr 2007 wurde das Herrenteam nicht zum Spielbetrieb gemeldet und stattdessen übergangsweise ein Senior Flag-Football-Team gebildet. In der Saison 2008 spielte die Mannschaft in der Aufbauliga Bayern A. Jedoch musste die Mannschaft mangels Spieler bald nach Saisonstart wieder aus dem laufenden Spielbetrieb abgemeldet werden.
Im Jahr 2013 konnten die Grizzlies sich wieder neu aufbauen und starteten 2014 in der Aufbauliga Nordbayern gegen die Kulmbach Brewers und Schweinfurt Gladiators. Alle vier Spiele konnten zu null gewonnen werden (Perfect Season). 2015 traf man in der Landesliga Nordbayern erneut auf die Kulmbach Brewers sowie auf die Bamberg Bears, Aschaffenburg Stallions, Hof Jokers und die Black Pirates aus Murach. Beide Spiele gegen Hof wurden 6:8 bzw. 13:20 verloren. Die restlichen acht Spiele wurden gewonnen und die Saison auf Platz 2 hinter Hof beendet.

## Erfolge
- Deutscher Meister: 1981, 1982, 1985
- Deutscher Vizemeister: 1979, 1980, 1983, 1984, 1986
- Teilnahme Halbfinale: 1987, 1988
- Teilnahme Viertelfinale: 1989

## Weitere Teams
Jugend: Neben den Ansbach Grizzlies als Herrenmannschaft spielt im Verein die eigenen Jugendmannschaft, mit 15 aktiven Jugendspielern, eine große Rolle.
Cheerleader: Unter der führenden Hand von Jessica Schultheiß, ehemalige Abteilungsleitung und Headcoach des Cheerleader Squad, gründete sich am 2. März 2013 die Ansbach Grizzlies Cheerleader *BluePride*.

## Nationalspieler
Roman Edelmann 1986, 89
Frank Fischer, 1989
Peter Friedrich 1986–87,
Thomas Geret, 1989
Erich Grau 1985,
Raymond Grauf 1985–87,
Johannes Heidingsfelder 1985,
Martin Heidingsfelder 1985–1987,
Markus Holzmann 1986,
Martin Loder 1986,
Thomas May 1985,
Wenzl Meindl 1986,
Andreas Müller 1986,
Klaus Philipeit 1985,
Steffen Reißmann 1986,
Martin Schreckenberger 1986–1987,
Christian Spengler 1985,
Stefan Spengler 1986–1987, 1989
Thomas Spengler 1985,
Hilmar Sturz 1986.
Christian Walter 1989

## Bundestrainer
Thomas May (Defense, D-Backs)1986–1989,
Christian Spengler (Defense, Linebacker, Line) 1986–1989

## Stadion
Die Heimspiele der Ansbach Grizzlies finden neben dem Xaver-Bertsch-Sportpark „Am Stadion 3“ in 91522 Ansbach statt.

## Dies und Das
Mit acht Teilnahmen am German Bowl in Folge zwischen 1979 und 1986 stellten die  Ansbach Grizzlies einen Rekord auf, der erst im Jahr 2004 von den Braunschweig Lions egalisiert wurde. Als erster deutscher Spieler erreicht Hilmar Sturz 100 Ligaspiele in Folge.
Am 30. Juli 2016 gelang Patrick Cosby ein 100 Yards Interception-Return-Touchdown.